# Carex hirtissima
Carex hirtissima är en halvgräsart som beskrevs av William Boott. Carex hirtissima ingår i släktet starrar, och familjen halvgräs.
Artens utbredningsområde är Kalifornien. Inga underarter finns listade i Catalogue of Life.